# Ranko Bugarski
Ranko Bugarski (ur. 1 stycznia 1933 w Sarajewie, zm. 13 sierpnia 2024) – serbski językoznawca. Zajmował się strukturą języka angielskiego, gramatyką kontrastywną, językoznawstwem ogólnym i stosowanym, socjolingwistyką oraz historią językoznawstwa.
W 1957 r. ukończył studia z zakresu anglistyki i germanistyki na Uniwersytecie Sarajewskim. W 1969 r. doktoryzował się na Uniwersytecie w Belgradzie. Piastował stanowisko profesora zwyczajnego na Wydziale Filozoficznym Uniwersytetu Belgradzkiego.
Był wiceprzewodniczącym Międzynarodowego Stowarzyszenia Lingwistyki Stosowanej oraz przewodniczącym Europejskiego Towarzystwa Lingwistycznego. Należał do Europejskiej Akademii Nauki i Sztuk Pięknych.
Jego dorobek obejmuje liczne prace z zakresu anglistyki, lingwistyki ogólnej, stosowanej oraz socjolingwistyki. Był także autorem dziewiętnastu książek językoznawczych. Można wśród nich wymienić: Jezik i lingvistika, Jezik u društvu, Jezik od mira do rata, Pismo, Lica jezika i Nova lica jezika.
W 2017 roku był zaangażowany w podpisywanie deklaracji o wspólnym języku Serbii, Czarnogóry, Chorwacji i Bośni i Hercegowiny, dokumentu, w powstanie którego zaangażowanych było około dwustu językoznawców i pisarzy z czterech państw byłej Jugosławii. Deklaracja przedstawiona została w Sarajewie 30 marca 2017 i w ciągu 20 godzin podpisało ją ponad 2000 osób. Celem deklaracji było między innymi zwrócenie uwagi na sztuczne, wynikające z nacjonalizmów podziały i uwydatniane na siłę różnice, nadmierny i nieautentyczny puryzm. Podkreślano, że istnienie jednego, wspólnego języka nie zmienia faktu, że państwa i narody są cztery i nie ma nic wspólnego z przynależnością etniczną i poczuciem tożsamości narodowej.

## Wybrana twórczość
- Predlozi over, under, above, below i beneath u savremenom engleskom jeziku (1969)
- Jezik i lingvistika  (1972, 4. wyd. 2003). s. 301.
- Lingvistika o čoveku (1975, 3. wyd. 1996). s. 218.
- Jezik u društvu (1986, 3. wyd. 2004). s. 261.
- Lingvistika u primeni (1986, 3. wyd. 2007). s. 216.
- Uvod u opštu lingvistiku (1989, 8. wyd. 2013). s. 269.
- Ka jedinstvu lingvistike (1997). s. 284.
- Jezik u kontekstu (1997). s. 298.
- Lica jezika – sociolingvističke teme (2001, 2. wyd. 2002). s. 246. ISBN 86-81493-80-9.
- Nova lica jezika – sociolingvističke teme (2002, 2. wyd. 2009). s. 262. ISBN 978-86-7562-014-3.
- Žargon – lingvistička studija (2003, 2. wyd. 2006). s. 295. ISBN 86-7562-056-X.
- Jezik i kultura (2005). s. 288. ISBN 86-7562-040-3.
- Evropa u jeziku (2009). s. 246. ISBN 978-86-7562-085-3.
- Jezik i identitet (2010). s. 279. ISBN 978-86-7562-093-8.